# Poppy 3C
Poppy 3C (wystrzelony jako GGSE 1) – amerykański satelita wywiadu elektronicznego serii Poppy. Zbierał dane o parametrach pracy radzieckich radarów obrony powietrznej i antybalistycznej. Zbudowany przez Naval Research Laboratory, NRL.

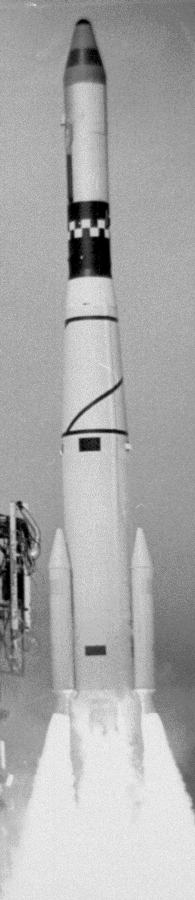
Start rakiety Thor SLV-2A Agena D z ładunkiem 5 satelitów, Composite 4

Jako ładunek dodatkowy przenosił eksperyment GGSE 1 (ang. Gravity Gradient Stabilization Experiment), który służył do testowania stabilizacji statku kosmicznego gradientem pola grawitacyjnego. Taki też podawano oficjalny cel misji, a sam statek nosił nazwę taką samą jak ten eksperyment, w celu ukrycia prawdziwego głównego przeznaczenia  satelity (Program Poppy odtajniono dopiero w 2005 roku). Efekty badań nad stabilizacją zostały zastosowane w satelitach rozpoznawczych NOSS/Whitecloud.
Statek pozostaje na orbicie okołoziemskiej, której trwałość szacuje się na 1000 lat.